# International Lawn Tennis Challenge 1905
Der International Lawn Tennis Challenge 1905 war die 5. Ausgabe des Wettbewerbs für Herrennationalmannschaften im Tennis. Das zwischen dem 21. bis 24. Juli ausgetragene Finale in Wimbledon gewann Titelverteidiger Britische Inseln klar mit 5:0 gegen die USA. Damit sicherten sich die Britischen Inseln zum dritten Mal den Titel.

## Die Mannschaften

### Weltgruppe
Mit Australasien (einem Zusammenschluss von Australien und Neuseeland) und Österreich traten zwei Teams erstmals bei der International Lawn Tennis Challenge an.
In der neu eingeführten Weltgruppe spielten fünf Mannschaften um den Einzug ins Finale gegen den Titelverteidiger Britische Inseln. Die Begegnung zwischen Belgien und den USA musste zugunsten der USA ausfallen, da einer der belgischen Spieler krankheitsbedingt nicht antreten konnte.
| - Frankreich - USA - Belgien - Australasien - Österreich |

## Ergebnisse
| Viertelfinale                | Viertelfinale         | Viertelfinale         |              |         | Halbfinale 13.–15. Juli | Halbfinale 13.–15. Juli | Halbfinale 13.–15. Juli |  |  | Finale 17.–19. Juli | Finale 17.–19. Juli | Finale 17.–19. Juli |
|                              |                       |                       |              |         |                         |                         |                         |  |  |                     |                     |                     |
| Dritte Französische Republik | Frankreich            |                       |              |         |                         |                         |                         |  |  |                     |                     |                     |
|                              | Freilos               |                       |              |         |                         |                         |                         |  |  |                     |                     |                     |
| Dritte Französische Republik | Frankreich            | 0                     |              |         |                         |                         |                         |  |  |                     |                     |                     |
| Dritte Französische Republik | Frankreich            | 0                     |              |         |                         |                         |                         |  |  |                     |                     |                     |
|                              | Vereinigte Staaten 45 | USA                   | 5            |         |                         |                         |                         |  |  |                     |                     |                     |
| Vereinigte Staaten 45        | Vereinigte Staaten 45 | USA                   | 5            | USA     | w.o.                    |                         |                         |  |  |                     |                     |                     |
| Vereinigte Staaten 45        |                       |                       |              | USA     | w.o.                    |                         |                         |  |  |                     |                     |                     |
| Belgien                      | Belgien               |                       |              |         |                         |                         |                         |  |  |                     |                     |                     |
| Belgien                      | Belgien               | Vereinigte Staaten 45 | USA          | 5       |                         |                         |                         |  |  |                     |                     |                     |
|                              |                       |                       |              | 5       |                         |                         |                         |  |  |                     |                     |                     |
|                              | Australasien          | Australasien          | 0            |         |                         |                         |                         |  |  |                     |                     |                     |
|                              | Australasien          | Australasien          | 0            | Freilos |                         |                         |                         |  |  |                     |                     |                     |
|                              |                       |                       |              |         |                         |                         |                         |  |  |                     |                     |                     |
| Australasien                 | Australasien          |                       |              |         |                         |                         |                         |  |  |                     |                     |                     |
| Australasien                 | Australasien          | Australasien          | Australasien | 5       |                         |                         |                         |  |  |                     |                     |                     |
|                              |                       |                       | Australasien | 5       |                         |                         |                         |  |  |                     |                     |                     |
|                              | Osterreich Kaisertum  | Österreich            | 0            |         |                         |                         |                         |  |  |                     |                     |                     |
|                              | Osterreich Kaisertum  | Österreich            | 0            | Freilos |                         |                         |                         |  |  |                     |                     |                     |
|                              |                       |                       |              |         |                         |                         |                         |  |  |                     |                     |                     |
| Osterreich Kaisertum         | Österreich            |                       |              |         |                         |                         |                         |  |  |                     |                     |                     |

## Finale
| Britische Inseln                                                                   | Finale | USA                                                                                   |
| ---------------------------------------------------------------------------------- | --- | ------------------------------------------------------------------------------------- |
| Team Laurence Doherty Sydney Howard Smith Reginald Doherty Kapitän William Collins | Datum: 21. bis 24. Juli 1905 Ort: Worple Road, Wimbledon (England) Belag: Rasen \| Laurence Doherty \| 7:9, 4:6, 6:1, 6:2, 6:0 \| Holcombe Ward \| \| Sydney Howard Smith \| 6:4, 6:4, 5:7, 6:4 \| William Larned \| \| Laurence Doherty Reginald Doherty \| 8:10, 6:2, 6:2, 4:6, 8:6 \| Holcombe Ward Beals Wright \| \| Laurence Doherty \| 6:4, 2:6, 6:8, 6:4, 6:2 \| William Larned \| \| Sydney Howard Smith \| 6:1, 6:4, 6:3 \| William Clothier \| Resultat: 5:0 | Team William Clothier William Larned Holcombe Ward Beals Wright Kapitän Paul Dashiell |
| Laurence Doherty                                                                   | 7:9, 4:6, 6:1, 6:2, 6:0 | Holcombe Ward                                                                         |
| Sydney Howard Smith                                                                | 6:4, 6:4, 5:7, 6:4 | William Larned                                                                        |
| Laurence Doherty Reginald Doherty                                                  | 8:10, 6:2, 6:2, 4:6, 8:6 | Holcombe Ward Beals Wright                                                            |
| Laurence Doherty                                                                   | 6:4, 2:6, 6:8, 6:4, 6:2 | William Larned                                                                        |
| Sydney Howard Smith                                                                | 6:1, 6:4, 6:3 | William Clothier                                                                      |